# Vahé Katcha
Vahé-Karnik Khatchadourian, dit Vahé Katcha, né le 1er avril 1928 à Damas et mort le 14 janvier 2003 à Paris 16e, est un écrivain, scénariste et journaliste français d'origine arménienne.

## Biographie
Né à Damas le 1er avril 1928, Vahé Katcha passe son adolescence au Liban. Il le quitte à 17 ans pour la France. Il suit à Paris des études de cinéma et de mise en scène à l'IDHEC et obtient le Prix Pelman en 1962 pour deux reportages journalistiques : Pas de pitié pour les aveugles et Les Cancéreux.
Il publie son premier livre à l'âge de 20 ans, Les Mégots du dimanche (Gallimard).
Son deuxième ouvrage, Œil pour œil est adapté au cinéma par André Cayatte.
Vahé Katcha a écrit 25 romans, 2 pièces, 15 scénarios de films et un recueil de pensée sur la mort (Laissez mourir les autres).
Parmi ses romans adaptés au cinéma figurent Galia qui a révélé Mireille Darc au public, À cœur joie avec Brigitte Bardot, Le Maître-nageur avec Jean-Louis Trintignant et Jean-Claude Brialy ou La Grande Sauterelle avec Mireille Darc. La Canne d'Arlen Papazian, sorti en 1972.
Il a aussi travaillé pour la MGM et le film Un homme doit mourir (The Hook) (avec, entre autres, Kirk Douglas), l'adaptation de son livre L'Hameçon et participé à l'écriture des scénarios des films d'Henri Verneuil Le Casse ou Mayrig. Son roman phare reste l'épopée familiale des Dourian dans Un poignard dans ce jardin (1981), œuvre à la fois romanesque et historique d'une famille arménienne. L'histoire se situe avant, pendant et après le génocide arménien et raconte l'histoire d'une famille arménienne de Constantinople.
Parmi ses autres romans, notamment publiés par les Presses de la Cité, figurent Un bateau de singes (1966), Un bruit qui court (1979), Le Chypriote (en collaboration, 1982).
Il est inhumé au columbarium du cimetière du Père-Lachaise (87e division, case 7 623).

## Œuvre

### Romans
- 1953 : Les Mégots du dimanche
- 1955 : Œil pour œil
- 1957 : L'Hameçon
- 1958 : Ne te retourne pas, Kipian
- 1959 : Les poings fermés
- 1960 : Le Huitième jour du Seigneur
- 1962 : L'Homme qui troubla la fête
- 1963 : La Canne
- 1964 : Se réveiller démon
- 1966 : Un bateau de singes
- 1967 : À cœur joie
- 1967 : Galia
- 1968 : Quitte ou double, Galia
- 1968 : Dix filles qui se lèvent à midi
- 1970 : Un nègre sur la statue de Lincoln
- 1972 : La Mort d'un juif
- 1975 : Un homme est tombé dans la rue
- 1975 : Requiem pour des otages
- 1977 : La Revanche des seigneurs
- 1979 : Le Maitre-nageur
- 1979 : Un bruit qui court
- 1980 : Que faites-vous ce soir, Monsieur Kilian ?
- 1981 : Un poignard dans ce jardin. La saga des Arméniens
- 1982 : Le Chypriote (avec Arlen Papazian)
- 1985 : Le Provocateur

### Pièces de théâtre
- 1960 : Le Repas des fauves
- 1963 : La Farce, mise en scène Jean-Jacques Aslanian, Théâtre de Plaisance

### Scénarios
- 1957 : Œil pour œil d'André Cayatte (coscénariste)
- 1966 : Un homme doit mourir (The Hook) de George Seaton, d'après L'Hameçon
- 1966 : Deux Heures à tuer d'Ivan Govar (coscénariste), d'après La Farce
- 1966 : Galia de Georges Lautner (coscénariste)
- 1967 : La Grande Sauterelle de Georges Lautner (coscénariste)
- 1967 : À cœur joie de Serge Bourguignon (coscénariste)
- 1970 : Moto Shel Yehudi de Denys de La Patellière (coscénariste)
- 1971 : Le Casse de Henri Verneuil (coscénariste)
- 1972 : Les Galets d'Étretat de Sergio Gobbi (coscénariste)
- 1973 : Les Voraces de Sergio Gobbi (coscénariste)
- 1979 : Je vous ferai aimer la vie de Serge Korber (coscénariste)
- 1979 : Le Maître-nageur de Jean-Louis Trintignant (coscénariste)